# Ovobulbus boker
Ovobulbus boker là một loài nhện trong họ Oonopidae.
Loài này thuộc chi Ovobulbus. Ovobulbus boker được Michael Saaristo miêu tả năm 2007.